# Ernst Niekisch
Ernst Niekisch (23 mai 1889 - 23 mai 1967) est un homme politique allemand, un journaliste, écrivain, idéologue et homme politique nationaliste-révolutionnaire allemand, considéré comme l'un des plus grands représentants de la Révolution conservatrice allemande. Principal idéologue de ce qu'on appellera plus tard le national-bolchévisme, il participa à la résistance « nationale-révolutionnaire ». Condamné à la prison pour haute trahison en 1939 il fut libéré par les troupes soviétiques. Membre du SED, élu député de la Chambre du peuple en RDA, il désapprouva le régime après la répression des manifestations de 1953.

## Biographie

### Jeunesse et service militaire
Ernst Niekisch est né le 23 mai 1883 à Trebnitz en Silésie de August Nieckisch, tailleur de limes de son état, et de Maria née Schnell. Alors qu'il est âgé de deux ans, la famille (elle comportait déjà cinq filles en plus du garçon) déménage  à Nördlingen en Bavière. Il fait sa scolarité dans une école pratique (Realschule) avant de commencer des études de propédeutique qu'il poursuit au séminaire Altdorf près de Nuremberg. Il devient alors professeur d'école.
Il effectue son service militaire en 1908 comme volontaire pour un an. À l'entrée en guerre en 1914, il s'occupe de la formation des recrues. Déjà il ne se soumet qu'avec difficulté à la discipline militaire. Pourtant cela ne le fait en rien tomber dans le pacifisme. Il n'est guère sujet à l'enthousiasme général de 1914 et regarde la guerre et les perspectives de victoire avec beaucoup de circonspection. Néanmoins, il louera plus tard le sacrifice des soldats en faveur de l'État. À cause de graves problèmes d'yeux, il restera en Allemagne durant toute la durée de la guerre. En février 1917, il est démobilisé et reprend son activité d'enseignant. Entre-temps, le 27 mars 1915, il épouse sa collègue Anna Kienzle qui lui donne un fils le 16 septembre 1916.

### Engagement politique lors de la Révolution allemande de 1918-1919
L'événement qui va déterminer le cours de sa vie est la révolution d'octobre 1917. Il la voit comme la réussite d'une révolution prolétarienne qui—et ce point deviendra essentiel—conduit non à la disparition de l'État mais au contraire à son renforcement.
Il rejoint le Parti social-démocrate allemand en 1917 et c'est certainement pour des raisons très pragmatiques qu'il n'adhère pas à l'USPD, beaucoup plus à gauche. La possibilité d'une action politique véritable au sein de la majorité SPD a du emporter la décision. Il s'engage chez les sociaux-démocrates de Augsbourg et rédige diverses contributions pour son journal, le Schwäbische Volkszeitung. Le 7 novembre 1918, Kurt Eisner proclame la république à Munich. À Augsbourg, Niekisch organise un conseil de soldats et de travailleurs dans lequel il est élu. Il est délégué au congrès des Conseils du Reich qui se tient du 16 au 21 décembre. Il s'y oppose aux spartakistes qui exigent les pleins pouvoirs aux conseils et se prononce pour l'élection au plus vite d'une réunion nationale devant se charger de rédiger une constitution.
En janvier 1919, il est délégué d'Augsbourg au Conseil central de Munich et devient pendant un bref moment président du Conseil des travailleurs et des soldats. D'un côté, il souhaite que les conseils bénéficient d'un statut assuré par la constitution mais d'un autre côté il est pour un certain parlementarisme et contre la poursuite de la révolution. Cette position vacillante caractérise toute son action comme membre du Conseil.
Le 21 février, Kurt Eisner est assassiné et le Ministre de l'intérieur Erhard Auer du SPD est victime d'un attentat auquel il survit. Ernst Niekisch devient alors un temps président du Conseil central et détenteur du pouvoir exécutif de Bavière. Il est totalement débordé dans cette position par exemple par le Conseil de Bavière des travailleurs paysans et soldats. Le Congrès refuse de proclamer la République Socialiste des Conseils. À l'occasion de la nomination de ministres provisoires, Niekisch est élu Ministre de la culture. Contraint par ses compagnons, il exclut tous les ministres SPD.
Fidèle à ses comportements ambivalents, le 2 avril à Augsbourg, Niekisch prononce un discours où il se déclare favorable à la République des Conseils. La réunion se déclare en faveur d'une révolution des Conseils. Une délégation comprenant Niekisch se dirige vers Munich pour prendre part aux décisions du gouvernement munichois. Le 4, est décidée la participation de quatre ministres de la République des Conseils. Mais les communistes désapprouvent car ils sont pour une république de soviets sur le modèle russe ce que rejettent les sociaux-démocrates.

### Fin de la révolution
Dans la nuit du 6 au 7, Niekisch démissionne de son poste de Président du Conseil Central et, en vue de faire arrêter ces expériences de Conseils, il cherche à prendre contact avec le gouvernement Hoffmann qui venait de prendre la fuite pour Bamberg. Il souhaite une fin pacifique à ces émeutes et l'amnistie pour tous les activistes de ces conseils. Sans succès. À Ausburg, il cherche à faire infléchir la barre de la Républiques des Conseils au moyen de discours ou de notes écrites; sans plus de succès. Il retourne à Munich, sauf qu'entre-temps, les communistes avaient pris le dessus. Finalement, le gouvernement Hoffmann  appelle le Ministre de la Reichswehr, Noske à la rescousse. Ce dernier envoie les Corps-francs qui laisseront derrière eux un sillage sanglant à Munich et dans ses environs. Niekisch leur échappe en fuyant à Ausburg.
Le 5 mai 1919, il est emprisonné et quitte avec fracas le SPD pour l'USPD, plus radical (ancien mouvement pacifiste au sein du SPD). Le 22 juin, il est condamné à 2 ans de forteresse qu'il passera à Ebrach et Niederschönfeld. En mars 1920, il est élu député USPD du parlement de Bavière mais doit cependant purger sa peine. Après sa libération le 29 août 1921, il devient chef du groupe USPD au parlement bavarois. Après la réunification du SPD et de l'USPD à l'automne 1922, il devient chef du nouveau groupe parlementaire. En novembre de cette même année, il déménage à Berlin et devient secrétaire à la jeunesse et donc membre de plein droit du directoire de l'Association Allemande des Travailleurs du Textile, le second syndicat en importance.

### Théoricien politique pendant la république de Weimar

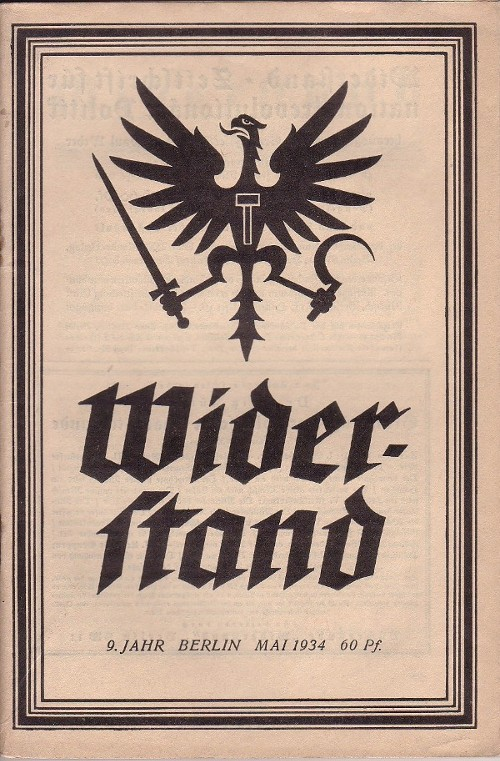
Couverture de Widerstand (mai 1934).

Vers Pâques 1923, un groupe de jeunes socialistes se réunit à Hofgeistmar. Il s'oppose à l'internationalisme de Marx et souhaite réaliser un socialisme dans un cadre national et sur la base d'un État fort. Ils se nomment « le cercle de Hofgeistmar ». En décembre 1924, Niekisch prend contact avec ce groupe dont il va devenir le théoricien essentiel. En 1925, il fait paraître une brochure au titre programmatique « La Voie de la communauté des travailleurs allemands à l'État » dans laquelle il exige de la Social-démocratie l'abandon de la lutte des classes. La crise arrive lorsqu'il exprime son opposition au traité de Locarno et à la définition des frontières Est  qui y était contenu. On lui reproche alors d'être « revanchard » et il est exclu du parti. Le 22 juillet 1926, tout est consommé. Il démissionne même de son poste au Syndicat du Textile et fonde un journal  Widerstand (Résistance) sous-titré dans un premier temps Lettre pour une politique socialiste national-révolutionnaire et à partir de 1928 Journal pour une politique national révolutionnaire. Ce journal verra la collaboration entre autres d'Ernst Jünger et de son Frère Friedrich Georg. Le journal est édité aux éditions Widerstand que dirige son épouse et qui publie également le périodique pro-soviétique Entscheidung (Décision).
Pour devancer une éventuelle exclusion du SPD, Niekisch rejoint l'« Ancien Parti Social-Démocrate de Saxe » qui se rebaptise plus tard « Ancien Parti Social-Démocrate ». Cet enfant du SPD de tendance modérée, prend place en Saxe entre 1924 et 1929 au sein d'une coalition avec le DDP et le DVP dirigé par Max Heldt (de). Niekisch devient rédacteur en chef du quotidien de l'ASP Der Volksstaat.
Il projette un parti des travailleurs nationaliste car pour lui la classe des travailleurs et l'État sont dans une communauté de destin inséparable. Après les résultats catastrophiques de l'ASP aux élections du 20 mai 1928, au cours desquels il ne recueille que 65000 voix, Niekisch abandonne le parti qu'il rend responsable de ce résultat. L'ASP disparait bientôt de la scène politique.
Désormais, Niekisch se consacre entièrement à son journal où il peut s'exprimer clairement sans aucune des arrière-pensées tactiques qui l'avaient freiné jusqu'alors. Il cherche grâce à cette publication à réaliser son projet d'un programme national-bolchévique. Ce programme se détermine d'abord par son orientation à l'Est. Niekisch trouve à son goût dans le bolchévisme tout ce que les autres lui trouvent détestable : l'affirmation de l'État, son caractère totalitaire, le manque de démocratie, son nationalisme. Au sein de la Révolution conservatrice il va chercher à créer un courant sous sa direction.
En octobre 1932, il cherche à rassembler un mouvement de jeunesse dans une « Action de la jeunesse » contre le plan Young. Mais il fait surtout paraître une brochure intitulée Hitler, une fatalité allemande. Il y manifeste un mépris absolu, une totale incompréhension et une immense sous-estimation de la nature du nazisme, du NSDAP et de son Führer qu'il décrit comme infecté par le libéralisme.
À côté de cela, il a des visions prophétiques sur les conséquences d'une accession d'Adolf Hitler au pouvoir.
Il cherche alors à fonder un front uni des groupes nationaux-révolutionnaires au sein duquel il persuade Claus Heim, le chef du mouvement insurrectionnel paysan « Landvolkbewegung » (1928-1932), alors en détention, de se présenter à l'élection présidentielle. Les communistes, qui avaient déjà leur propre candidat, Ernst Thälmann, le convainquent de n'en rien faire.
Les relations de Niekisch avec le parti communiste, le KPD, sont assez ambiguës. Il rejette leur marxisme et leur internationalisme mais leur reconnait un rôle important pour attiser la révolution. Il résume son point de vue par la formule Nous ne sommes pas communistes mais nous voulons des communistes efficaces pour la nation.

### Sous le nazisme
L'arrivée de Hitler au pouvoir le prend totalement par surprise et il est convaincu que l'expérience fera long feu. Dès 1933, il entretient des contacts entre autres avec Ernst Jünger, ce qui d'ailleurs sera reproché à ce dernier par la Gestapo lors de perquisition. Niekisch est également l'objet de perquisition et de détention provisoire. Son nouveau journal Entscheidung (Décision) qu'il avait fondé en 1932 est interdit ; il paraîtra pour la dernière fois le 26 mars. Le Widerstand ne sera interdit qu'en décembre 1934 ce qui a donné lieu à bien des spéculations quant aux raisons de cette interdiction fort tardive. On peut supputer une protection de cercles influents ; Niekisch avait par exemple de bons contacts avec les représentants de la Wehrmacht.
Malgré ses nombreuses visites à l'étranger - il rencontre par exemple Mussolini en 1935 - Niekisch ne profite pas de ces opportunités pour émigrer. En permanence l'objet de brimades de la part du régime, il poursuit néanmoins ses agissements contre celui-ci. En 1936, il est exclu de la Chambre des écrivains du Reich. Ses livres Dans les taillis du pacte (Im Dickicht der Pakte) et La Troisième figure impériale sont saisis. Au début de 1937 à Paris, il commence à tramer une conspiration avec un émigré allemand national-bolchévique, Karl Otto Paetel ainsi qu'avec un ancien employé du département des informations du Ministère de l'Air du Reich nommé Harro Schulze-Boysen. Celui-ci, après avoir eu une période national-révolutionnaire début 1933 avait été recruté par des organisations pro-soviétiques.
Le 22 mars 1937, il est finalement arrêté pour conspiration avec 70 de ses compagnons. En janvier 1939, il passe en procès devant la cour de justice populaire avec deux de ses compagnons. Il est accusé de haute trahison et de contournement de la loi sur la création de parti. Il est condamné à la réclusion à perpétuité et interné à la Prison de Brandebourg. Il sera libéré le 27 avril 1945 par l'armée rouge, totalement aveugle et à demi paralysé.

### Occupation soviétique
Il prend alors un logement à Berlin-Wilmersdorf en secteur britannique qu'il habite jusqu'à sa mort ; il adhère au parti communiste allemand. En août 1945, il prend la direction de l'université populaire de Wilmersdorf, poste qu'il occupera jusqu'en mars 1948. Durant toute cette période qui voit la constitution de la future RDA, il se montre très actif.
À l'automne, il adhère à l'Association culturelle pour le renouveau démocratique de l'Allemagne dont il devient président gestionnaire.
Lors du premier congrès des écrivains allemands à Berlin en octobre 1947, son discours devant un public très critique mais dans lequel il estime les élites favorables aux idées de liberté et de planification lui vaut un tonnerre d'applaudissements : « Chacun a la liberté d'élever l'humanité ». C'est encore lui qui rédige le discours du social-démocrate Otto Grotewohl lors de la journée qui voit la réunification du SPD et du KDP et la création du Parti socialiste unifié d'Allemagne (SED) dont il devient membre président.
En mars 1948, le Congrès du peuple élit un Conseil du peuple qui fait office de parlement. Niekisch est élu à la commission constitutionnelle. À partir du 1er avril, il devient professeur extraordinaire de sociologie à l'université von Humboldt où il aura entre autres comme assistants Heinz Maus (de) et Werner Maser et comme admirateur l'intellectuel de droite Wolfgang Venohr (de).

### En République démocratique allemande
1949 voit la séparation de l'Allemagne en deux Etats devenir effective. Niekisch prend part au 3e Congrès du peuple en mai et est élu au Conseil du peuple qui devient bientôt la Chambre du peuple et fonde le 7 octobre la République démocratique allemande. Niekisch devient alors professeur ordinaire à l'Université von Humboldt et directeur de l'Institut pour la recherche sur l'impérialisme. En 1950, il devient membre du Présidium du conseil national du Front National de RDA. Pourtant la même année  il est l'objet d'une campagne dénonçant son « objectivisme ». On cherche alors à le mettre à l'écart à l'aide d'une pension honorifique. Niekisch décline l'offre, mais en 1951 il apprend que son cours du semestre d'été est supprimé et que l'Institut pour la recherche sur l'impérialisme est fermé.
La répression de la manifestation du 17 juin 1953 enterre les espoirs que Niekisch avait mis dans la RDA. En 1954, il devient professeur émérite et abandonne toutes ses fonctions au sein de la RDA ; il cesse même toute collaboration avec le SED.
À partir de 1953, il cherche à obtenir du gouvernement de RFA un dédommagement en tant que victime du fascisme et entame une véritable odyssée dans les arcanes juridiques de la RFA. Cela commence en mai au Tribunal de Berlin ; il poursuit sa quête au Tribunal fédéral puis au Tribunal constitutionnel et finalement au Conseil de l'Europe et à la commission des droits de l'homme qui rejette son pourvoi. Il échoue dans toutes ses démarches du fait de ses participations au SED et au sein de la RDA, autrement dit de ses prises de position en faveur d'une dictature. D'après l'avis du Tribunal fédéral, il aurait ainsi compromis toutes ses chances d'obtenir une indemnisation.
Le président du conseil constitutionnel, Gerhard Müller, propose au maire de Berlin, Willy Brandt, un compromis qui est d'abord refusé. Finalement, le compromis est trouvé le 21 juin 1966. Niekisch obtient à partir du 1er janvier une rente de 1500 DM. Le sénat accepte sa demande pour maladie et finalement il obtient une allocation de 35000 DM.
Il meurt le 23 mai 1967, le jour de son 78e anniversaire.

## Idéologie
Avec son idéologie de la Résistance, Niekisch veut établir un lien entre les mouvements de travailleurs et la pensée antidémocratique, antilibérale de la pensée conservatrice de droite un peu à la manière du socialisme prussien de Spengler. Cette idéologie va influencer entre autres Arthur Moeller van den Bruck qui dans un ouvrage futur Le Troisième Reich (sans aucun rapport avec ce que l'on nomme ainsi aujourd'hui) diffuse l'idée d'un Reich allemand autoritaire, sans partis politiques et qui se tourne résolument vers l'Union Soviétique pour mieux s'opposer aux états occidentaux et surtout aux États-Unis. Nikolaï Oustrialov utilisera le terme national-bolchévique après l'avoir découvert dans les écrits de Niekisch.
Niekisch est surtout partisan d'un État total.

### La Technique
Son idéologie se tient dans ce grand mouvement d'idée que l'on nomme aujourd'hui la révolution conservatrice. Marqué comme beaucoup de ses contemporains par la guerre de 1914 même s'il n'y a pris part que de manière indirecte, il en tire un fort pessimisme envers la modernité et la technique. Il défend l'idée que la technique moderne a cessé d'être au service de l'homme pour vivre sa vie propre qui est opposée à l'humanité. Dans son article de 1931 intitulé technique anthropophage, il écrit :

« La technique dévore les hommes et l'humain. Elle est chauffée avec des corps, et le sang lui sert de liquide de refroidissement.  »

Sa vision s'inscrit dans celle du Jünger du Travailleur (de) et rejoint de façon plus prosaïque l'analyse que Heidegger donne de la « Technique ».
Il a une vision quasi prophétique lorsqu'il met le doigt sur l'armement moderne et sa capacité exceptionnelle d'extermination

« Sa performance est telle que, le jour où l'heure sonnera, elle sera capable d'éliminer rapidement, méticuleusement, exactement, intégralement, ce qui est organique où que ce soit. »

De ce refus de la technique émerge l'idée d'une politique de réduction importante de l'industrie, une certaine propension à l'agrarisme voire un certain primitivisme.

### L'Occident
La pensée politique de Niekisch repose avant tout et de façon quasi monomaniaque sur une détestation, une haine indicible, pour tout ce qui peut rappeler de près ou de loin l'« l'esprit latin ». Il écrit dans les années 1920 :

« Être occidentaliste cela signifie : partir de la duperie avec cette formule creuse de "liberté", conduire des crimes en professant l'humanité et abattre les peuples en appelant à la réconciliation des peuples. »

« L'Ouest a fait absorber à l'Allemagne le poison de la modernité. »

Le combat contre l'Occident signifie combat contre le traité de Versailles et le système parlementaire bourgeois. « Occidental » signifie pour lui : démocratie, pacifisme, internationalisme, libéralisme, marxisme, capitalisme. De son animosité contre l'Occident provient son attirance vers l'Est car l'Union soviétique en est l'antithèse. Le bolchevisme signifie l'émergence des barbares russes. L'Allemagne n'étant pas en état de s'émanciper seule de l'Occident, la Russie est son compagnon naturel. Derrière l'Ouest et l'Occident se tient Rome, le pape et les catholiques. Même la France avec sa révolution de 89 est une expression de l'esprit romain.

### Économie
Le traité de Versailles représente pour lui la victoire du commerçant sur le héros.

« Dans les conditions mondiales actuelles, le bourgeois libéral est pour l'Allemagne l'ennemi intérieur. »

Il est choqué par les principes même de l'économie capitaliste qui est « le responsable de ces effroyables misères générales qui traversent et secouent actuellement le monde comme une peste. »
Pourtant et même s'il se prétend national bolchévique il ne défend pas l'abolition de la propriété privée mais en exige une limitation suffisante afin qu'elle n'entre plus en conflit avec les exigences de l'État. À propos de la forme apparente sous laquelle se déroule la guerre contre l'Allemagne et la guerre économique, il déclare : « L'économie n'a jamais été une affaire plus politique et plus militaire. Elle devrait être soumise à une direction inconditionnellement politico-militaire ».
Pour lui :

« Le plan quinquennal russe constitue un exemple : il montre jusqu'où un peuple menacé doit être disposé à aller. Le siècle de la liberté personnelle touche à sa fin ; le siècle des planifications collectives a commencé. »

Aux idées de 89 comme l'égalité, la démocratie et les droits de l'homme individuel, il oppose les idées de 14. Dans un « socialisme de guerre » le peuple se forme un corps à la fois plus hiérarchique et plus homogène. Cette forme de communauté du peuple se distingue du capitalisme occidental. Le socialisme ne signifie pas pour Niekisch la fin de la propriété privée mais la priorité de l'État sur l'économie.

### Nationalisme
Ernst Niekisch a des ambitions impériales pour l'Allemagne. Il lui a choisi comme zone d'influence l'Europe centrale. Mais cette Allemagne ne pourra pas advenir avant que la France ne soit ruinée. Son plan va encore plus loin. Le deuxième pas consistera en une alliance de l'Allemagne, de la Russie avec la Chine. Son utopie ultime, l'Empire final, sera une fédération mondiale de toutes les républiques des travailleurs, organisée de manière technocratique, à l'économie planifiée : la domination totale et globale des travailleurs soldats, sous la conduite de l'Allemagne, une sorte d'Eurasisme avant la lettre.
Il écrit :

« Devenir soit asiatique soit africain, se fondre soit dans la France négrifiée soit dans la Russie tatare. »

Stefan Breuer explique : « De tous les révolutionnaires conservateurs c'est certainement Niekisch qui se rapproche le plus des prises de positions nationales populistes et racistes ».
Jusqu'en 1933 il arrivera même à trouver des mots élogieux pour Le mythe du XXe siècle de Rosenberg. Ce n'est qu'à partir de 1933, lorsque l'influence de Jünger se renforça, qu'il abandonne ce type d'argumentation biologique.
On trouve également dans ses écrits des positions antisémites :

« Le Juif pouvait se permettre de répandre le principe anti-étatique dans le monde[...] Le secret de sa force résidait précisément dans le fait qu'il renonçait à façonner l'État et, formant avec ses semblables une sorte de franc-maçonnerie supranationale, il sapait à nouveau chaque état où qu'il se soit formé en tant que création naturelle d'un peuple doué pour "la chose étatique. »

« Le juif est assis aux commandes et règle la vitesse et le nombre de tours en prenant en compte la nature du matériel biologique dont la croissance propre est adaptée de façon juive.  »

« Là où il y a de l'économie, le juif est au plus haut [...] Le juif adore ça, camoufler son lien existentiel à la raison économique; il aimerait pouvoir attribuer au hasard les bons rapports qu'il entretient avec elle. »

Même après 1945, il écrit encore dans L'Empire des bas démons (Das Reich der Niederen Dämonen) :

« Dès que le troisième Reich a commencé à se mesurer avec la juiverie, il l'a simplement élevée au rang d'une puissance mondiale[...]Ce fut peut-être le plus grand honneur qui lui ait jamais été fait que d'avoir eu une opposition étatique contre elle. »

Niekisch se distancie pourtant de l'antisémitisme simpliste et petit-bourgeois. C'est pour lui «le juif éternel dont le radicalisme universaliste et nihiliste n'est toujours pas brisé » qui est «Le porteur des formes occidentales». Niekisch se sépare radicalement du racisme biologique. Sa revue Widerstandt parle d'un concept de race spirituelle et dynamique. Niekisch met bien plus en garde contre la menace d'une « négrification » de l'Allemagne.
Dans un manuscrit des années 1960, il continuera d'interpréter le monde comme le combat pour l'existence de la race blanche.
Cependant, on ne trouve guère dans ses écrits de propos antisémites avant le texte de 1933 et Niekisch se montre extrêmement critique vis-à-vis de l'antisémitisme nazi. Louis Dupeux écrit d'ailleurs :

« La critique de l’antisémitisme hitlérien illustre bien la différence entre l’antijudaisme à prétention spiritualiste  qui, même quand il est très brutal et grossier, l’emporte chez les théoriciens « révolutionnaires conservateur » et d’autre part, l’antisémitisme biologique peu à peu rameuté autour du nazisme. Le fait même que Niekisch s’avère incapable d’analyser correctement l’antisémitisme nazi est signification du caractère étranger à la pensée conservatrice que revêt le nouvel antisémitisme à fondement pseudo-scientifique. »

Comme pour tous les nationalistes, la « germanité », l'esprit germanique, est d'une « substance », d'une nature particulière qui a particulièrement souffert de son contact avec l'esprit latin urbain, civilisé  et bourgeois.

« Le mélange biologique a édifié la prépondérance de l'élément latin sur la substance fondamentale germanique. »

Bien au contraire le sang slave a permis de créer la « race prussienne » dont la caractéristique principale est l'obéissance à l'État. Pour Niekisch, un apport de sang slave, permettrait de régénérer la race germanique et entraînerait de facto la chute de l'Occident. Cette Allemagne renforcée par le sang slave doit édifier avec la Russie un empire mondial comprenant essentiellement le nord de l'Asie et de l'Europe, une Europe de Vladivostok au Rhin. Cette position en faveur des slaves permet de mesurer les années-lumière qui séparent les positions de Niekisch de celles de Hitler qui a toujours considéré les slaves comme à peine supérieurs aux Juifs.

« L'Est cache en son sein un puissant empire mondial germano-slave. Seul l'esprit de la discipline prussienne, de la privation prussienne, du choix prussien du chef, de la règle prussienne de l'ordre, de l'esprit combattant prussien de l'élever à la lumière du jour »

Et pour ce faire, Niekisch n'y va pas par quatre chemin ; il se donne pour mission de « déclencher le feu d'un inextinguible mouvement de rédemption ».il lui faut une « épuration », « une cure de violence », une « Saint-Barthélemy », des « Vêpres siciliennes » pour éradiquer tout ce qu'il peut y avoir de bourgeois et d'occidental. Il lui faut :

« la destruction du pouvoir qu'exerce sur les Allemands l'esprit, l'âme, la vie et le sang latin. [...] Pour l'espace latinisée, le sens slave est le sérum curatif qui soignera de nouveaux l'homme germain de la contamination latine.  »

Stefan Breuer résume bien les prises de positions de Niekisch en écrivant : 

« s'il existait dans les rangs de la révolution conservatrice un entrepreneur en démolition, c'était bien Niekisch »

### Fascisme
Concernant le fascisme, il rejoint l'interprétation marxiste ; pour lui le fascisme n'est qu'une version extrême du pouvoir bourgeois : « le fascisme est l'état d'exception, la loi martiale d'une société bourgeoise libérale ». À cette interprétation, il ajoute son obsession d'un impérialisme romain qui persécute le peuple l'allemand.
De même que les antisémites, et à plus forte raison les nazis, voient dans le libéralisme l'une des machinations du judaïsme mondial, c'est pour Niekisch le produit d'une confédération latine dont l'objectif est la conquête du monde. S'il admet le fascisme comme une solution valable pour l'Italie, il le refuse pour toutes les autres nations et en particulier pour l'Allemagne ; ce serait pour lui « le hara-kiri de l'homme allemand.
Il voit parfaitement que le national-socialisme est la forme allemande du fascisme et en a clairement discerné son caractère religieux : ses emprunts à la liturgie, ses processions et ses mises en scène.
Avec sa politique national-bolchévique, antidémocratique et anti-occidentale, il a influencé l'aile gauche du NSDAP de Gregor Strasser.
Dans son livre de 1932, Hitler une fatalité allemande, il avertit contre une prise de pouvoir par Adolf Hitler qu'il tient pour trop légaliste.
Comme la plupart des révolutionnaires-conservateurs, Niekisch est convaincu qu'une renaissance nationale de l'Allemagne présuppose une révolution sociale passant par l'éradication de la bourgeoisie. À ses débuts, il considérait la classe ouvrière comme l'acteur naturel de cette œuvre d'anéantissement. Le devoir de la classe prolétarienne est de forger la communauté du peuple avec un État organique. L'idéal est par exemple la Prusse ou l'Union soviétique. La classe prolétarienne est donc moins un sujet révolutionnaire qu'un objet révolutionnaire d'une minorité nationale. Elle ne peut pas se régir elle-même mais a besoin d'un guide.
Mais dès la fin des années 1920, il finit par regarder le prolétariat avec le même mépris que Lénine dans Que faire ?.
Désormais pour lui, la mission révolutionnaire échoit à une élite. La catégorie qui lui semble prédestinée est celle des paysans-militaires et des intellectuels qui ne défendent pas uniquement des intérêts matériels mais également des intérêts idéologiques lesquels ne peuvent être satisfaits dans le cadre de l'ordre bourgeois. Même s'il estime que les communistes font totalement fausse route dans leurs analyses il leur reconnaît cependant la fonction d'« explosif [...] grâce auxquelles on pourra faire sauter l'ordre forcé de Versailles ».
Mais ce point de vue concerne principalement les communistes occidentaux ; il porte un tout autre jugement sur le communisme russe. Il considère que Lénine n'est pas vraiment un marxiste mais qu'il défend la théorie « de l'État absolutiste taillé aux dimensions des besoins d'une nation paysanne ». En 1931, Niekisch écrit :

« la Russie est devenue plus prussienne que nous ne le sommes resté »

Niekisch considère le marxisme soviétique comme un déguisement utilisé par le nationalisme russe pour mieux affronter le capitalisme occidental. Il salue en Staline le seul vrai héritier de Lénine.
Cette idée qu'il se fait du bolchevisme n'a qu'un très lointain rapport avec la réalité, le bolchevisme étant difficilement séparable du léninisme. Il n'y a pas de rôle prédominant d'un parti politique, pas de dictature du prolétariat ni même de collectivisation, pas trace de matérialisme historique chez Niekisch. Ainsi même au sein du mouvement national bolchévique, Niekisch tient une place à part.
Niekisch réclame un état fort mais, comme le déclare le programme fasciste de 1921, « L'État prime sur les classes ». Là encore il se distingue de façon radicale du bolchévisme. Pour lui, il y a primauté de la politique extérieure sur la politique intérieure. L'État se doit de montrer explicitement une volonté de puissance affermir son influence sur l'économie et les grands espaces politiques dont il se doit d'exclure les autres nations. Dans cette course à l'élimination, la guerre est la seule issue possible.

### Bilan
Ernst Niekisch et ses apologues ont cherché à partir de 1945 à minimiser ses engagements aussi bien à droite que nationaux-révolutionnaires. Niekisch essaie continuellement se faire passer pour un homme de gauche qui de temps à autre et pour des raisons tactiques s'était laissé aller avec les conceptions de la révolution conservatrice. Les auteurs de droite comme de gauche ont contesté cette auto-justification, et tentèrent de reconstruire de manière convaincante l'idéologie de « Résistance » et de le montrer comme un théoricien essentiel de la droite à l'époque finissante de la république de Weimar.
Certains théoriciens de la nouvelle droite ou encore nationaux-révolutionnaires font encore aujourd'hui référence à l'idéologie d'Ernst Niekisch. Il a par exemple été largement utilisé dans les années 1970 par les jeunes activistes rassemblés autour de Henning Eichberg, tout comme dans l'environnement des journaux Wir selbst et Junge Freiheit. Bien des « nationaux-socialistes » (au sens étymologique du mot) continuent de regarder Ernst Niekisch avec une certaine sympathie. Un tel projet en ce sens issu de cette mouvance fut le journal Fahnenträger (« Le Porte-Drapeau »). Dans les années 90 il a existé un cercle de jeunes sociaux-démocrates qui suivit cet exemple. Leur figure de proue, Sasha Jung, est même parvenu jusqu'à la vice-présidence de l'organisation des Jeunes du SPD de Saxe.
À la fin de sa vie, Ernst Niekisch se voyait comme un raté. Pourtant son influence se fait encore sentir de nos jours par exemple dans le fait que dans les frontières entre droite et gauche sont plus perméables qu'on ne pourrait le penser. Collaborant avec la plupart des personnalités de la scène nationaliste-révolutionnaire, il demeure la figure de proue, et le principal théoricien, du national-bolchévisme et de l’anti-occidentalisme allemand.
Classer Ernst Niekisch politiquement relève de la gageure. Ses prises de position, qu'on pourrait qualifier d'ultra-nationalistes, font écrire à Louis Dupeux : « Widerstand […] a très fortement contribué à jeter les bases d'un nouveau national-bolchevisme d'extrême droite » ; « C'est un homme de droite et même de la plus extrême droite. Toutes ses catégories intellectuelles et politiques sont celles de la droite du temps ».
Pourtant, le seul nationalisme ne suffit pas à en faire un homme d'extrême droite, d'autant que son désir d'un État mondial total va à l'encontre des conceptions classiques d'un mouvement « nationaliste » puisque le leadership allemand qu'il appelle de ses vœux est plus spirituel que « géographique », ce qui est précisément le contraire du nationalisme.
De surcroît, il est difficile de classer « à droite » un homme qui a toute sa vie milité dans des mouvements politiques de gauche, a été membre du parti communiste, n'a jamais vu le communisme comme l'ennemi à abattre, a contribué à la constitution de la RDA et a été membre du SED.
Comme la plupart des membres de la Révolution conservatrice, Ernst Niekisch est inclassable selon la grille « gauche-droite ».
Une meilleure description serait peut-être celle d'Ernst Jünger qui écrit dans son journal à la date du 23 octobre 1988 :

« La biographie de Niekisch est typique d'un homme assis entre toutes les chaises, et finalement sur celle de sa cellule dans la prison de Brandebourg  »

## Publications
- Gedanken über deutsche Politik, Widerstands-Verlag, Leipzig, 1929
- Hitler, une fatalité allemande et autres écrits nationaux-bolcheviks (titre original : Hitler ein deutsches Verhängnis), 1932
- Das Reich der Niederen Dämonen, Berlin 1957
- Die Dritte imperiale Figur, Ernst Niekisch, Édition Uwe Berg-Verlag, 2005.